# Thanatus denisi
Thanatus denisi är en spindelart som beskrevs av Brignoli 1983. Thanatus denisi ingår i släktet Thanatus och familjen snabblöparspindlar.
Artens utbredningsområde är Afghanistan. Inga underarter finns listade i Catalogue of Life.